# Hilton McConnico
Joseph Hilton McConnico (* 13. Mai 1943 in Memphis, Tennessee; † 29. Januar 2018 in Paris) war ein US-amerikanischer Designer und Künstler, der in Paris lebte. Vorwiegend als Produktdesigner tätig, wirkte McConnico auch als erfolgreicher Innenarchitekt, Maler, Dekorateur, Szenenbildner, Kostümbildner, Darsteller und Drehbuchautor. Für seine Szenenbilder im Film Der Mond in der Gosse erhielt er den César 1984.

## Leben
Seit 1965 lebte McConnico in Paris. Er arbeitete als Designer für Modehäuser (Ted Lapidus, Yves Saint-Laurent) und Produzenten von Gebrauchsgegenständen. Für die Firmen Daum (Kristallglas), Toulemonde Bochart (Teppiche) und Lampe Berger schuf er Objekte, die in Dauerausstellungen verschiedener Museen enthalten sind.   Er war der erste US-Amerikaner, dessen Arbeiten in der Sammlung des Musée des Arts décoratifs im Louvre aufgenommen wurden. Weitere Stücke befinden sich in Museen in Oslo, New York und Lausanne.
Die Kooperation mit Daum begann McConnico 1987. Einige seiner dort geschaffenen Stücke wurden George H. W. Bush von François Mitterrand als Staatsgeschenke übergeben. Seit 1998 arbeitete McConnico für Lampe Berger. Er entwarf für das Kabarett Crazy Horse in Paris und auch seine Dekormalereien zu Ausstellungen brachten ihm Bekanntheit ein. Im Jahr 1990 zeigte das Memphis Brooks Museum of Art eine Retrospektive auf 30 Jahre seines Schaffens.
Kürzliche Projekte McConnicos beinhalteten die Neugestaltung des Toupary-Restaurants im historischen Kaufhaus „La Samaritaine“ in der Rue de Rivoli in Paris. Für Hermès gestaltete er 2006 die Innenausstattung der Flagshipstores in Tokio (Architekt: Renzo Piano) und Seoul (Architekt: Réna Dumas). 2007 entwarf er die Ausstellungsräume für die Präsentationen in Hongkong und Shanghai. Außerdem entwarf er das Hermès-Museum in Tokio.
2010 gestaltete er das von Hermès nach 53 Jahren erstmals wieder veranstaltete Schauspringen im Pariser Grand Palais.

## Filme
McConnico arbeitete als Szenenbildner und Künstlerischer Leiter an mehr als 20 Filmen mit. Für seine Ausstattungsarbeiten wurde er dreimal für den César in der Kategorie „Bestes Szenenbild“ nominiert: 1978 für den Film Süßer Wahn und 1982 für Diva. Den César erhielt er 1984 für Der Mond in der Gosse.